# Liste von Softwareentwicklungsprozessen
Softwareentwicklungsprozesse dienen zur Steuerung einer Softwareentwicklung von der Konzeption bis zum Einsatz im Echtbetrieb inklusive der im Echtbetrieb anfallenden Änderungen einer Software und sind spezielle Vorgehensmodelle (Prozessmodelle).
Beispiele sind:
- actiF: Agiler Entwicklungsprozess
- Agile Unified Process (AUP)
- Bundesvorgehensmodell (Österreich)[1]
- Catalysis
- Crystal Family
- Enterprise Unified Process
- Extreme Programming (XP)
- Feature Driven Development (FDD)
- Hermes: Das (IT-)Projektführungsmodell der Schweizer Bundesbehörden
- ISO 12207, Rahmen für Prozesse im Lebenszyklus von Software
- ISO 13407, Benutzer-orientierte Gestaltung interaktiver Systeme
- Kanban
- Microsoft Solutions Framework (MSF)
- Modellgetriebene Softwareentwicklung
- OPEN
- Personal Software Process
- Plastic Interface for Collaborative Technology Initiatives through Video Exploration
- Process Patterns
- Prototyping
- Rational Unified Process (RUP)
- ROPES (Rapid Object-oriented Process for Embedded Systems)
- SAFe (Scaled Agile Framework)
- Scrum
- Spiralmodell
- Stage-Gate-Modell
- Team Software Process
- Test Driven Development
- V-Modell (Entwicklungsstandard) (IT-Entwicklungsstandard der öffentlichen Hand in Deutschland – Modell der deutschen Bundesverwaltung)
- V-Modell
- Wasserfallmodell
- W-Modell (eine Weiterentwicklung des V-Modells mit vorgezogener Testphase)
- XUP: XP + RUP + MSF* Open Unified Process